# Cases Bassols Solé
Les Cases Bassols Solé són un conjunt d'edificis del municipi de Sant Just Desvern (Baix Llobregat) que forma part de l'Inventari del Patrimoni Arquitectònic de Catalunya.

## Descripció
Són edificis de planta baixa i pis, d'inspiració noucentista, caracteritzats per una torre que determina la cruïlla amb el carrer Ateneu en trobar-se ambdues cases confrontades. Similars tipològicament i diferenciades en l'estil, la desmesurada inclinació de les cobertes de pissarra, més pròpies d'una arquitectura nòrdica, caracteritza la Casa Bassols, mentre la Casa Solé posseeix la terrassa plana i la coberta de la torre de teula.

## Història
En el 1916 hi ha plànols signats el mateix dia per Marcel·lí Coquillat a nom d'en Francesc Bassols i Torres i d'en Josep Solé i Durell. Segons el cadastre la construcció de la Casa Solé data del 1921 i la Casa Bassols el 1925.